# Desde el cielo y para siempre
Desde el cielo y para siempre es el cuadragésimo cuarto álbum del grupo mexicano de banda sinaloense El Recodo, fue lanzado el 27 de marzo de 1996. Fue el primero publicado de la banda a través sello discográfico Fonovisa. Con la voz de Julio Preciado y la dirección de German Lizarraga después de un año de la partida de Cruz Lizarraga.

## Lista de canciones
| Desde el cielo y para siempre |                         |                        |          |  |
| N.º                           | Título                  | Escritor(es)           | Duración |  |
| 1.                            | «Para sentir bonito»    | Julio Preciado         | 2:56     |  |
| 2.                            | «Acabame de matar»      | Javier Santos          | 3:08     |  |
| 3.                            | «Si quieres»            | Juan Gabriel           | 3:38     |  |
| 4.                            | «El bomboncito»         | Manuel de Jesús        | 2:38     |  |
| 5.                            | «No se la van a acabar» | Germán Lizárraga       | 3:12     |  |
| 6.                            | «El chilango quebrador» | Germán Lizárraga       | 2:52     |  |
| 7.                            | «Nomas por tu culpa»    | Salvador Serna del Río | 2:48     |  |
| 8.                            | «Desde el cielo»        | Julio Preciado         | 4:28     |  |
| 9.                            | «La josefina»           | Gregorio Hernández     | 2:37     |  |
| 10.                           | «El granero»            | Julio Preciado         | 2:42     |  |
| 30:52                         |                         |                        |          |  |

- Datos: Q30918029